# Cneo Octavio (cónsul 128 a. C.)
Cneo o Gneo Octavio  fue un político romano del siglo II a. C. perteneciente a la gens Octavia.

## Familia
Octavio fue hijo de Cneo Octavio, hermano del tribuno de la plebe Marco Octavio y padre de los consulares Cneo Octavio y Lucio Octavio y del tribuno de la plebe Marco Octavio.

## Carrera pública
Alcanzó el consulado en el año 128 a. C. y fue habitual su presencia como orador en los tribunales de justicia.